# Nuuk
Nuuk (grenlandski: Nuuk, povijesno dansko ime: Godthåb) je glavni i najveći grad posebnog danskog autonomnog kolonijalnog teritorija, Grenlanda. Grad je osnovao norveški misionar Hans Egede 1728. godine, za vrijeme kad je Grenland bio norveška kolonija pod unijom Danska-Norveška, ali kolonija nije imala pravi kontakt s Norveškom skoro dva stoljeća. Prvi naziv grada bio je Godthab. Mjesto se nalazi 240 km od artičkog kruga. Grad je poznatiji pod danskim nazivom Godthab, ali kada je Grenland dobio lokalnu autonomiju, službeni naziv za grad promijenjen je u Nuuk. Mjesto je središte općine Nuuk, koja ima površinu od oko 100 000 km kvadratnih.
U gradu živi oko 15.000 stanovnika, a u aglomeraciji 18.000.
Glavna gospodarska grana u gradu je ribarstvo. Kod Nuuka su pronađena rudna bogatstva.